# XIII. dinasztia
Az ókori egyiptomi XIII. dinasztia körülbelül i. e. 1803 és i. e. 1649 közt uralkodott, 154 éven át. Általában a második átmeneti korhoz számítják őket a XIV., XV., XVI. és XVII. dinasztiával együtt, de vannak, akik szerint a középbirodalomhoz számítandóak a XI., XII. és XIV. dinasztiával együtt.
A XIII. dinasztia egyenes folytatása az előtte uralkodó XII. dinasztiának; első uralkodója valószínűleg az előző dinasztiához tartozó IV. Amenemhat fia. Kim Ryholt feltételezése szerint a két dinasztia elválasztása egymástól azt tükrözi, hogy a Nílus-delta keleti részén megjelent közben a független XIV. dinasztia, amelyre Szobeknoferuré uralkodása alatt került sor. A XII. dinasztia uralkodóinak közvetlen örököseiként a XIII. dinasztia királyai Memphiszből kormányozták Felső- és Közép-Egyiptomot, egészen a második kataraktáig. A XIII. dinasztia hatalma uralmuk 150 éve alatt folyamatosan csökkent, mígnem uralkodásuknak véget vetett a hükszoszok inváziója, akik i. e. 1650 körül elfoglalták Memphiszt.

## Uralkodók
A későbbi szövegek ennek a dinasztiának a korát általában kaotikusként jellemzik. A valóságban azonban ez a korszak békésebb lehetett, mint egykor vélték, mert uralma nagy része alatt az Itj-tauiban, a Fajjúm közelében székelő központi hatalom fennmaradt, és az országban viszonylagos stabilitás uralkodott. A Középbirodalom aranykorához képest azonban ez a korszak kétségtelenül hanyatlást jelent; rövid ideig uralkodó fáraók egész sora következett, akik közül kevesen engedhették meg maguknak az ideálisnak számító sírt, a piramist. A dinasztia uralkodóinak kronológiáját nem könnyű összeállítani, mert kevés emlék maradt ebből a korszakból; sok uralkodó nevét csak töredékes feliratokról vagy szkarabeuszokról ismerjük. Teljesen biztos, hogy nem mind egy családhoz tartoztak, és páran nyilvánvalóan közembernek születtek. A táblázatban szereplő nevek és sorrendjük Aidan Dodson, Dyan Hilton és Kim Ryholt művein alapulnak.
| Név                                      | Temetkezési hely                                                          | Királynéja        | Megjegyzések |
| ---------------------------------------- | ------------------------------------------------------------------------- | ----------------- | --- |
| I. Szobekhotep (Szehemré Hutaui)         |                                                                           |                   | A ma legelfogadottabb nézet szerint ő a dinasztia alapítója, régebbi nézetek szerint Ugaf az. Szobekhotep talán IV. Amenemhat fia.  |
| Szonbef                                  |                                                                           |                   | Talán IV. Amenemhat fia, I. Szobekhotep fivére.                                                                                     |
| Nerikaré                                 |                                                                           |                   | |
| V. Amenemhat (Szehemkaré)                |                                                                           |                   | |
| Ameni Kemau                              | Ameni Kemau piramisa                                                      |                   | |
| Szahórnedzsheritef (Hotepibré)           |                                                                           |                   | Talán azonos a torinói királylistán említett Szehotepibrével                                                                        |
| Jufni                                    |                                                                           |                   | Csak a torinói királylistáról ismert                                                                                                |
| VI. Amenemhat (Szanhibré)                |                                                                           |                   | |
| Nebennu (Szemenkaré)                     |                                                                           |                   | |
| Szehotepibré                             |                                                                           |                   | |
| Szeuadzskaré                             |                                                                           |                   | Csak a torinói királylistáról ismert                                                                                                |
| Nedzsemibré                              |                                                                           |                   | Csak a torinói királylistáról ismert                                                                                                |
| II. Szobekhotep (Haanhré)                |                                                                           |                   | |
| Renszeneb                                |                                                                           |                   | |
| Hór (Auibré)                             | Dahsúrban temették el, II. Amenemhat piramisa közelében.                  | Nubhotepti        | |
| Habau                                    |                                                                           |                   | Talán Hór fia. |
| Dzsedheperu                              |                                                                           |                   | Talán Habau fivére. |
| VII. Amenemhat (Szedzsefakaré Kai)       |                                                                           |                   | |
| Ugaf (Hutauiré)                          |                                                                           |                   | |
| Hendzser (Uszerkaré)                     | Hendzser piramisa, Dél-Szakkara                                           | Szeneb[henasz?]   | Talán a Nimaatré nevet is viselte.                                                                                                  |
| Imiermesa (Szemenhkaré)                  |                                                                           | Aya (?)           | |
| IV. Antef (Szehotepkaré)                 |                                                                           | Aya (?)           | |
| Széth Meribré                            |                                                                           |                   | |
| III. Szobekhotep (Szehemré Szeuadzstaui) |                                                                           | Szenebhenasz Neni | |
| I. Noferhotep (Haszehemré)               | Nagy valószínűséggel az abüdoszi S9 sír                                   | Szenebszen        | |
| Szihathor (Menuadzsré)                   |                                                                           |                   | Kevéssé ismert társuralkodó fivére, Noferhotep mellett                                                                              |
| IV. Szobekhotep (Hanoferré)              | Talán Abüdoszban az S10 sír                                               | Tjan              | I. Noferhotep és Szihathor fivére                                                                                                   |
| V. Szobekhotep (Merhotepré)              |                                                                           | Nubhaesz (?)      | Nem tudni, hogy Nubhaesz melyikük felesége volt.                                                                                    |
| VI. Szobekhotep (Hahotepré)              |                                                                           | Nubhaesz (?)      | |
| Ibiau (Uahibré)                          |                                                                           | Nubhaesz (?)      | |
| Ay (Mernoferré)                          | Épült piramisa, melynek helye azonban nem ismert, talán Memphisz mellett. | Ineni ?           | 23 évig uralkodott, a leghosszabb ideig dinasztiája tagjai közül. Az utolsó uralkodó, akit Alsó- és Felső-Egyiptomban is említenek. |

Ezek után az uralkodók után a dinasztia többi királyának neve csak felső-egyiptomi leletekről ismert. Ez azt jelentheti, hogy a korábbi fővárost, Itj-tauit elhagyták a délebben fekvő Théba kedvéért. Daphna Ben Tor feltételezése szerint erre azért került sor, mert a Delta keleti részét és Memphisz környékét megszállták a kánaáni uralkodók. Egyes szerzők innen számítják a Középbirodalom végét és a második átmeneti kor kezdetét. Ryholt és Baker azonban nem értenek egyet ezzel az elmélettel, mert a dinasztia vége felé uralkodó Szehekenré Szanhptahi sztéléje erősen azt sugallja, hogy a király Memphiszt is hatalma alatt tartotta. A sztéléről sajnos nem tudni, honnan került elő.
| Fáraó                         | Megjegyzések                               |
| ----------------------------- | ------------------------------------------ |
| Merhotepré Ini                | Más néven I. Ini                           |
| Szanhenré Szeuadzstu          |                                            |
| Merszehemré Ined              | Talán azonos II. Noferhoteppel             |
| Szeuadzskaré Hori             | Más néven II. Hori                         |
| VII. Szobekhotep              |                                            |
| Nyolc király, nevük elveszett |                                            |
| Merheperré                    |                                            |
| Merkaré                       | Csak a torinói királylistáról ismert       |
| Egy király, neve elveszett    |                                            |
| V. Montuhotep                 |                                            |
| [...]moszré                   |                                            |
| Ibi [...]maatré               |                                            |
| Hór [...] [...]webenré        |                                            |
| Sze[...]karé                  |                                            |
| Szehekenré Szanhptahi         | Egy sztélén szerepel, melyen Ptahnak áldoz |
| [...]ré                       |                                            |
| Sze[...]enré                  |                                            |

Pár uralkodónak, akinek nevét ismerjük, a kronológiában való pontos helyét bizonyíték hiányában nem lehet teljes bizonyossággal eldönteni:
| Fáraó                | Megjegyzések                                                                              |
| -------------------- | ----------------------------------------------------------------------------------------- |
| Mersepszeszré Ini    | Más néven II. Ini. Von Beckerath szerint V. Montuhotep után, Merheperré előtt uralkodott. |
| II. Noferhotep       | Talán azonos Merszehemré Ineddel                                                          |
| Szeuahenré Szenebmiu | Von Beckerath szerint Sze[...]karé után uralkodott                                        |
| Szehanenré ...ré     |                                                                                           |

Egyes uralkodók esetében nincs egyetértés az egyiptológusok közt abban, melyik dinasztiához tartoztak.
| Fáraó          | Megjegyzések |
| -------------- | --- |
| Pantjeni       | Ryholt és Baker szerint az abüdoszi dinasztia tagja, von Beckerath szerint Habauval azonos, Marée szerint a XVI. dinasztia tagja. |
| Szebkai        | Ryholt szerint két különböző uralkodóról van szó (Szeb és Kai), mindkettő a XIII. dinasztia tagja, Schneider és von Beckerath szerint II. Szobekhoteppel azonos, de lehetséges, hogy az abüdoszi dinasztiához tartozó Szenebkaival azonos. |
| Upuautemszaf   | Ryholt és Baker szerint az abüdoszi dinasztiához tartozik, von Beckerath szerint a XIII. dinasztia végén uralkodott, Marée a XVI. dinasztia utolsó uralkodói közé sorolja.                                                                 |
| I. Dedumosze   | Franke, Schneider és von Beckerath szerint a XIII., Ryholt, Baker, Dodson és Hilton szerint a XVI. dinasztia uralkodója. |
| II. Dedumosze  | Valószínűleg előző fia. |
| IV. Szenuszert | Jürgen von Beckerath a XIII. dinasztia végére teszi, Kim Ryholt a XVI., Norbert Dautzenberg a XVII. dinasztia uralkodójának tartja. |

### I. és II. Szobekhotep
Ryholt szerint a Szehemré Hutaui Szobekhotep nevű uralkodó a dinasztia első fáraója. Ma ez az elfogadott nézet az egyiptológusok körében, ezért a cikkben őt I. Szobekhotepként említjük. Ryholt 3-4 évnyi uralkodást tulajdonít I. Szobekhotepnek, i. e. 1800 körül, és úgy tartja, hogy Haanhré Szobekhotep (II. Szobekhotep) húsz évvel később uralkodott. Dodson és Hilton ugyanígy elfogadják, hogy Szehemré Hutaui Szobekhotep hamarabb uralkodott, mint Haanhré Szobekhotep.

### A későbbi fáraók

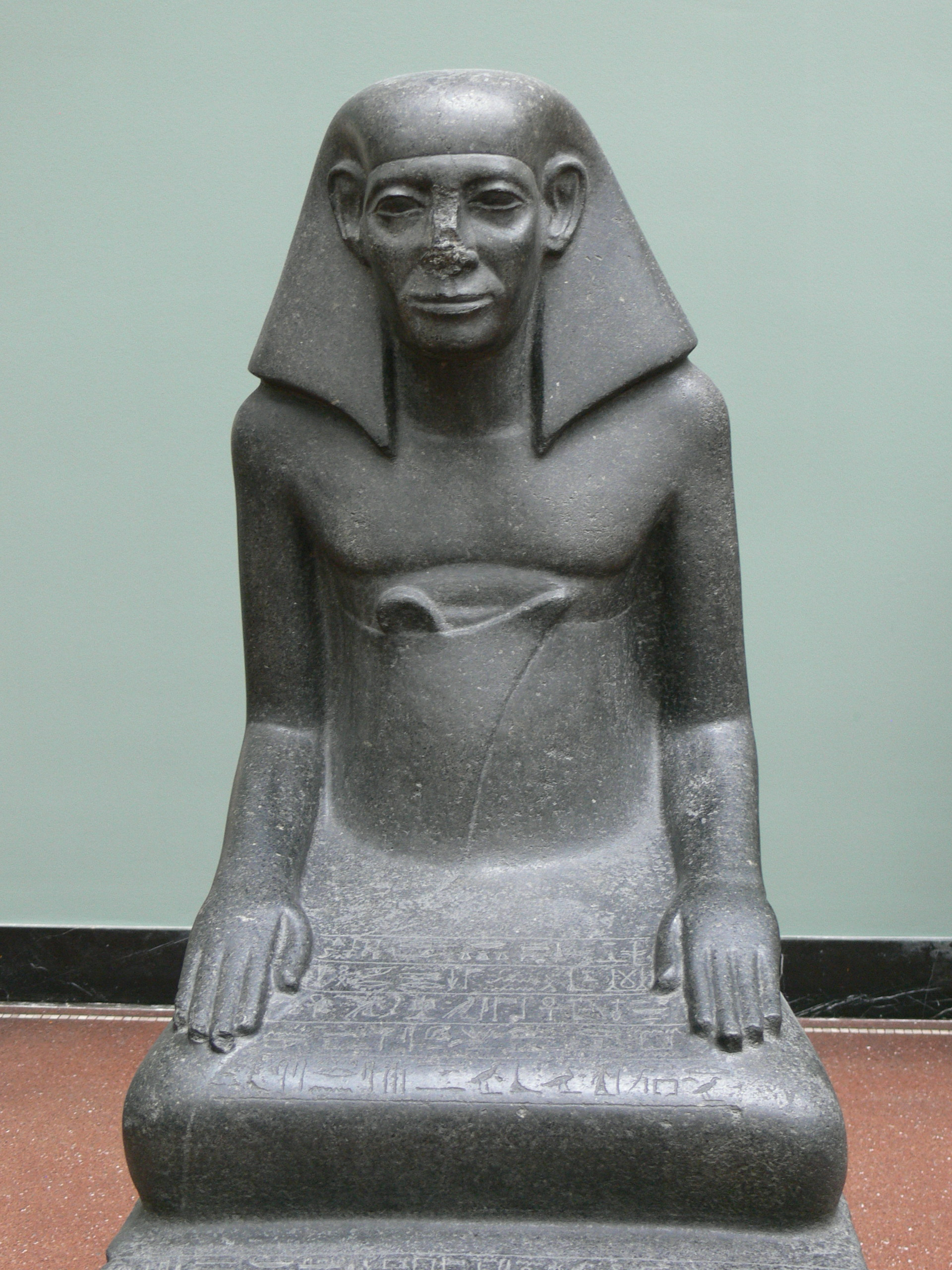
Gebu királyi pecsétőr és háznagy szobra a karnaki Ámon-templomból, i. e. 1700 körülről

Miután a déli erődöknél fokozatosan hanyatlott a fegyelem, a központi hatalom végül visszavonta innen erőit, és az erődítményeket nem sokkal ezután elfoglalta a felemelkedőben lévő Kusita Királyság. Még a XIII. dinasztia uralkodása alatt megjelent egy tőle független uralkodócsalád, a XIV. dinasztia. Manethón szerint ebbe a zavaros helyzetbe érkeztek meg a megszálló hükszoszok, egy sémi népcsoport a Sínai-félszigetről, akik különösebb harc nélkül foglalták el Egyiptomot, és „miután legyőzték a föld uralkodóit, könyörtelenül felégették városainkat, földig rombolták az istenek templomait…” A XV., azaz hükszosz dinasztia régebbi feltételezések szerint ezután foglalta el az ország nagy részén a korábban a XIII. és a XIV. dinasztia által tartott területeket.
A legutóbbi edfui leletek azonban arra utalnak, a hükszosz dinasztia már korábban, a XIII. dinasztia uralkodásának közepe felé élt IV. Szobekhotep alatt is jelen volt Egyiptomban. Nadine Moeller, Gregory Marouard és N. Ayers az Egypt and the Levant 2011-ben közölt cikkében, foglalkoznak egy jelentős XII. dinasztia korabeli adminisztratív épület felfedezésével a felső-egyiptomi Tell Edfu keleti részén. Az épület a második átmeneti kor elejétől kezdve végig használatban volt egészen a XVII. dinasztia koráig, amikor maradványait elfalazták egy nagy magtár udvarában. 2010-2011-ben feltárták ennek a XIII. dinasztia idejében is használt épületnek a maradványait, és felfedeztek egy nagy, hozzá csatlakozó csarnokot, benne 41 pecsétet Hian hükszosz uralkodó kártusával, mellette kilenc másik pecsétet IV. Szobekhotep nevével. A pecsétek kontextusa azt mutatja, hogy IV. Szobekhotep és Hian nagy valószínűséggel egymás kortársai voltak, ami azt mutatja, a XIII. dinasztia ebben az időben már nem uralta egész Egyiptomot, és a XIII., valamint a XV. dinasztia ideje közt jelentős átfedés áll fenn, mivel IV. Szobekhotep dinasztiája korának közepe felé volt hatalmon, bár annak egyik legjelentősebb királya volt. Így aztán Manethón állítása, mely szerint a hükszoszok erőszakosan vették át az uralmat a XIII. dinasztiától, későbbi egyiptomi propaganda lehet; valószínűbb, hogy a XIII. dinasztia hatalma utolsó évtizedeiben már összeomlóban volt Egyiptom-szerte, a Deltában fennálló hükszosz állam pedig egyszerűen elfoglalta Memphiszt és véget vetett hatalmuknak. Ezt a feltételezést és a belőle levont következtetéseket azonban elutasítja Robert Porter egyiptológus, aki amellett érvel, hogy Hian jóval később uralkodott, mint IV. Szobekhotep (a hagyományos kronológia körülbelül száz évvel későbbre teszi), és mivel egy fáraó pecsétjeit jóval a halála után is használhatták, Szobekhotep pecsétjei nem bizonyítják, hogy Hian kortársa volt.
Mernoferré Ay volt a XIII. dinasztia utolsó olyan uralkodója, akit Alsó- és Felső-Egyiptomban talált leletek is említenek. Utódait Merhotepré Inivel kezdődően már csak Felső-Egyiptomban említik.

## Fordítás
Ez a szócikk részben vagy egészben  a   Thirteenth Dynasty of Egypt című angol Wikipédia-szócikk ezen változatának fordításán alapul.  Az eredeti cikk szerkesztőit annak laptörténete sorolja fel. Ez a jelzés csupán a megfogalmazás eredetét és a szerzői jogokat jelzi, nem szolgál a cikkben szereplő információk forrásmegjelöléseként.